# Нортв'ю (Мічиган)
Нортв'ю (англ. Northview) — переписна місцевість (CDP) в США, в окрузі Кент штату Мічиган. Населення — 15 301 особа (2020).

## Географія
Нортв'ю розташований за координатами 43°2′40″ пн. ш. 85°36′15″ зх. д. / 43.04444° пн. ш. 85.60417° зх. д. (43.044553, -85.604071).  За даними Бюро перепису населення США в 2010 році переписна місцевість мала площу 28,58 км², з яких 26,77 км² — суходіл та 1,81 км² — водойми.

## Демографія
Згідно з переписом 2010 року, у переписній місцевості мешкала 14 541 особа в 5958 домогосподарствах у складі 3983 родин. Густота населення становила 509 осіб/км².  Було 6338 помешкань (222/км²).
Расовий склад населення:
| - 91,5 % — білих - 3,6 % — чорних або афроамериканців - 1,3 % — азіатів - 0,3 % — корінних американців - 0,1 % — вихідців з тихоокеанських островів |

До двох чи більше рас належало 2,6 %. Частка іспаномовних становила 2,9 % від усіх жителів.
За віковим діапазоном населення розподілялося таким чином: 23,5 % — особи молодші 18 років, 62,8 % — особи у віці 18—64 років, 13,7 % — особи у віці 65 років та старші. Медіана віку мешканця становила 39,8 року. На 100 осіб жіночої статі у переписній місцевості припадало 91,1 чоловіків;  на 100 жінок у віці від 18 років та старших — 87,0 чоловіків також старших 18 років.
Середній дохід на одне домашнє господарство  становив 71 941 долар США (медіана — 52 757), а середній дохід на одну сім'ю — 89 834 долари (медіана — 68 580). Медіана доходів становила 45 101 долар для чоловіків та 35 965 доларів для жінок. За межею бідності перебувало 10,6 % осіб, у тому числі 17,4 % дітей у віці до 18 років та 2,8 % осіб у віці 65 років та старших.
Цивільне працевлаштоване населення становило 7636 осіб. Основні галузі зайнятості: освіта, охорона здоров'я та соціальна допомога — 24,0 %, виробництво — 19,1 %, мистецтво, розваги та відпочинок — 12,4 %, роздрібна торгівля — 11,2 %.